# سطح قنطيس
السطح قنتيس بلدية من بلديات ولاية تبسة الجزائرية. تقع على بعد 115 كم جنوب غرب مدينة تبسة.

## الموقع الجغرافي
يحدها من الشمال بلدية العقلة ومن الجنوب بلدية فركان ومن الغرب والجنوب الغربي ولاية خنشلة.